# Anthemis lithuanica
Anthemis lithuanica là một loài thực vật có hoa trong họ Cúc. Loài này được (DC.) Besser ex Trautv. mô tả khoa học đầu tiên năm 1883.